# アラステア・マクファーランド
アル・マクファーランド（Alastair McFarland、1989年6月2日 - ）は、ニューヨーク・アスレチッククラブに所属するラグビー選手。

## プロフィール
- オーストラリア・シドニー出身。
- ポジションはフランカー(FL)、ナンバーエイト(No.8)。
- 身長 193cm、体重 114kg
- アメリカ代表キャップは13（2020年7月現在）でワールドカップ2015のアメリカ代表に選ばれた[1]。

## 略歴
2012年、ニューヨーク・アスレチッククラブに加入。